# Деметер, Владислав Петрович
Владисла́в Петро́вич Деме́тер (16 ноября 1932 — 21 февраля 2007) — российский музыкант, популяризатор цыганской культуры в российском обществе и национального образования в цыганской среде, хормейстер театра «Ромэн», организатор и руководитель этнографического фольклорного цыганского ансамбля «Бахт амари» (1986—1988 гг.), создатель и руководитель детского цыганского вокально-хореографического коллектива «Гилори» (существует с 1987 года), создатель журнала «Шунэн, ромалэ» (1997), организатор бесплатных «цыганских ёлок» (вход без деления на национальности). Сын цыганского композитора Петра Степановича Деметера.

## Биография
В 1970—1980-е годы активно сотрудничал с Всесоюзным обществом «Знание», где вёл цикл лекций-концертов о цыганской культуре в России. 
В 1986 году им создан первый фольклорный хор «Бахт амари» (наше счастье), куда вошли лучшие цыганские исполнители 1970—1980-х гг. Основу хора составляли члены семей: Деметер, Ильинских и Бобровых. В хоре выступали: О. С. Деметер-Чарская, Н. С. Деметер, В. Чёрный, Л. Г. Деметер, Дмитрий Дулькевич, П. В. Деметер; З. Н. Ильинская, В. Н. Ильинская, Г. С. Санкина, Зинаида Ильинская-Баурова, Надежда Ильинская, Николай Ильинский, Лидия Вербицкая, Вячеслав Луценко; Радда и Ольга Бобровы, Аннэтта Жемчужная (Галактионова), Наташа Иванова, Игнат Саткевич, Владимир Михайловский; Анна Флоринская, Раиса и Галина Секачёвы, Соня Сомова, Наталья Попова.
Чуть позже в состав коллектива вошли представители династии Джелакаевых: Наталья, Ольга, Любовь, Алимэ, Андрей, Сергей, Семён; а также Вячеслав Кималов, Грофо Бобров, Пётр Казибеев, Надежда Золотарёва, Вячеслав и Салават Селибжановы, Дина Джумасан. В разные периоды с коллективом выступали: Анатолий Титов, Владимир Воронцов, Деметр Пётр, Алексей Дулькевич, Тахир Бобров, Александр Якулов,Сергей Орехов, Анатолий Шихов, Юрий Цурило, Татьяна Боброва, Галина Эрденко, Анатолий Вербицкий, Пётр Юрченко, Алла и Виктор Мигаль.
В репертуаре хора были старинные и народные цыганские таборные песни, песни, исполнявшиеся в цыганских хорах XIX—XX вв., лучшие произведения цыганских композиторов: Е. И. Орловой, П. С. Деметера, Н. М. Жемчужного. Исполнялись подлинные народные пляски. Этот хор внёс значимый вклад в восстановление исконно цыганских исполнительских традиций и сразу стал заметным явлением на цыганской эстраде.
Хор просуществовал недолго: в 1988 году он распался на два коллектива: «Бахт амари» под руководством В. П. Деметера и «Бахталэ рома» (счастливые цыгане) под руководством З. Н. Ильинской. Однако в результате работы был записан и выпущен в 1988 году диск «Песни П. С. Деметера», которые исполнялись ведущими солистами хора.
После распада коллектива, В. П. Деметер прекратил концертную деятельность и всю свою работу посвятил воспитанию молодых цыганских артистов. Так был основан коллектив «Гилори»